# Ternana Calcio
La Ternana Calcio, meglio nota come Ternana, è una società calcistica italiana della città di Terni. Milita in Serie C, la terza divisione del campionato italiano.
Fondata nel 1925, è oggi la 52ª squadra italiana per tradizione sportiva. Fu la prima rappresentante dell'Umbria promossa in Serie A, nella stagione 1972-1973: nella sua storia conta due partecipazioni in A e trentuno in B. Nel suo palmarès, a livello nazionale, vanta la vittoria di un campionato di B e di una Supercoppa di Serie C; ha vinto inoltre nove campionati a livello interregionale e una Coppa dell'Italia Centrale, oltreché raggiunto la semifinale di Coppa Italia nell'edizione 1979-1980. Occupa il 65º posto nella classifica perpetua della Serie A e il 20º in quella della Serie B.
La squadra e i suoi calciatori sono noti con il soprannome di Fere, ovvero «fiere», «belve» o «bestie» in dialetto ternano, adottando come simbolo societario la figura mitologica della Viverna, identificata nell'araldica locale anche come il Drago Thyrus.
Il club è inoltre noto per i suoi colori sociali, il rosso e il verde, un accostamento cromatico molto raro in ambito calcistico internazionale e unico a livello professionistico italiano.

## Storia

### I primi anni e le due guerre
Il calcio a Terni nasce nei primi anni del XX secolo, quando un gruppo di giovani studenti si riunisce settimanalmente, per sfidare alcune compagini dell'hinterland umbro. Viene costituita una società, non affiliata alla Federazione Italiana del Football, e si gioca senza stilare calendari o programmi, presso l'area del Foro Boario, accanto al Ponte Romano. Sono gli anni del pionierismo, quando bisognava aspettare la fine della fiera per utilizzare lo spiazzo disponibile. Spesso i giocatori erano gli atleti della locale palestra Garibaldi che lasciavano gli attrezzi e si dedicavano a questa nuova moda. Tra gli altri si ricordano Filippo Mangiavecchi ed Emiliano Abate, che anni dopo saranno tra i promotori della nascita di una vera e propria società, che viene creata però solo nel 1915, e porta il nome di Interamna Football Club, in onore del nome latino della città. Tra i giocatori della rosa, c'è da segnalare anche Carlo Farini, che poi diventerà parlamentare nel secondo dopoguerra.
Con lo scoppio della prima guerra mondiale la possibilità di giocare questo nuovo sport si ferma, per riprendere subito dopo la fine delle ostilità. La passione è tanta, nascono due diverse società: l'Unione Calcistica Ternana nel 1918 e il Terni Football Club nel 1920, che per la prima volta adotta le maglie a strisce rosse e verdi. Per cinque anni si giocano partite amichevoli e tornei locali fino al 1925, quando il Terni FC gioca il primo torneo ufficiale, la Terza Divisione regionale, che i rossoverdi vincono e, insieme alla Tiferno di Città di Castello, vengono promossi in Seconda Divisione. L'entusiasmo porta in quello stesso anno alla costruzione dell'impianto di Viale Brin, a opera della stessa società, che viene inaugurato il 19 luglio con una partita contro il già citato Tiferno, finita 1-1, che darà la promozione a entrambe le squadre.

La formazione dell'Unione Sportiva della Società Terni che vinse le finali meridionali della Seconda Divisione 1926-1927, salendo di categoria. Da questa stagione e fino al termine del decennio, la squadra umbra adotterà come prima divisa una maglia gialla con dettagli azzurri, in omaggio ai colori della neocostituita provincia di Terni.

Nell'ottobre del 1925, avviene quindi l'inevitabile accorpamento del Terni FC e dell'UC Ternana nella nuova squadra dell'Unione Sportiva Terni, evento che viene indicato come atto di nascita dell'odierna Ternana (2 ottobre 1925). Sono le origini del sodalizio rossoverde, sceso per la prima volta in campo in un torneo regolare il 18 aprile 1926 (Perugia-Terni 1-3); la squadra vince subito il girone e viene promossa nel campionato di Seconda Divisione. Dopo un solo anno d'attività, l'US Terni si fonde a sua volta con il Football Club Terni, dando vita all'Unione Sportiva della Società Terni che nel 1926-27 gioca un altro torneo d'avanguardia; si va a uno spareggio finale al Motovelodromo Appio di Roma contro il Savoia, che viene battuto 1-0 con conseguente promozione nel campionato di Prima Divisione. Intanto la squadra, per celebrare l'istituzione della provincia di Terni, inizia a giocare con una divisa gialla e azzurra, i due colori raffigurati nello stemma e nel gonfalone provinciale. Nella stagione seguente la squadra stupisce ancora arrivando in seconda posizione in campionato, a pari merito con la Fiorentina.
Nel 1928-29 si assume il titolo di Polisportiva Fascista Ternana, che però si scioglie dopo una sola stagione, lasciando liberi i propri giocatori. Sembra la fine prematura del calcio a Terni, e invece già nel 1929-30 si riparte grazie ai fratelli Bosco, nomi mitici per l'industria ternana. Con il Thyrus sul petto, la squadra ricomincia dalla Prima Divisione, col nome di Terni Foot Ball Club e soprattutto col ritorno alle magliette rossoverdi; si mettono a segno "colpi di mercato", e sembra l'inizio di una stagione sfolgorante, invece a metà del suo svolgimento il consiglio direttivo si dimette. Anche nell'anno dopo la crisi si acuirà, nonostante un nuovo cambio di nome, questa volta in Associazione Calcistica Ternana. Come avverrà più di una volta nel corso della sua storia, si arriva al fallimento: dal 1933 al 1934 non si gioca, se non qualche amichevole.
Polisportiva Fascista Mario Umberto Borzacchini, colloquialmente Borzacchini Terni, fu il nome assunto dalla squadra rossoverde nel periodo compreso tra le stagioni calcistiche 1934-35 e 1942-43: la scelta derivò dalla volontà di dedicare al campione di automobilismo ternano Mario Umberto Borzacchini la squadra di football cittadina dopo la morte del pilota sul circuito di Monza, avvenuta nel 1933. Promossi in Serie C nella stagione 1937-38, sotto la guida dell'allenatore ungherese Béla Károly, gli umbri sfiorarono poi per due volte la Serie B nelle stagioni 1940-41 e 1942-43, rispettivamente con Guido Gianfardoni, morto prematuramente, e Gino Rossetti nel ruolo di allenatore. Da segnalare come la Borzacchini Terni si aggiudicò la Coppa dell'Italia Centrale nella stagione 1937-38 battendo in finale la Sambenedettese con il risultato di 2-1 (gara disputata sul neutro di Ancona il 24 luglio 1938). Da sottolineare inoltre la vittoria in amichevole contro la Roma proprio nella stagione in cui i giallorossi vinsero il loro primo scudetto.
E poi arriva la seconda guerra mondiale, con i 108 bombardamenti che distruggono Terni e molte vite; il pallone è solo l'ultimo dei pensieri.

### Dal secondo dopoguerra agli anni 1960

L'undici rossoverde (che qui indossa la seconda maglia bianca sbarrata) primo classificato nel girone C della Serie C 1967-1968

Nell'estate del 1945 si tenta la ricostruzione in discontinuità con l'anteguerra, e la società, che nel frattempo riassume definitivamente la denominazione di Ternana, viene ripescata in Serie B dopo aver ben figurato nella stagione 1945-46. Nel 1946-47 la squadra manca la Serie A di un soffio, preceduta in classifica solo dalla Salernitana di Gipo Viani, mentre l'anno successivo si vede retrocedere in Serie C in seguito alla riduzione dei quadri per il torneo cadetto. È l'inizio di una crisi dalla quale non sarà facile uscire, che sfocia nella stagione 1949-50 con la caduta in IV Serie, nonostante un nome prestigioso in panchina come quello di Gino Colaussi.
Si pensa che sia la fine dell'attività agonistica, ma l'anno dopo si dà mandato al sindaco, Luigi Michiorri (in una sorta di Lodo Petrucci ante litteram), di formare una nuova società. Il peggio sembra passato, ci si arrangia con volenterosi giovani locali e la stagione è salva. L'anno successivo si decide di vendere i migliori per allestire una squadra molto giovane, con il capitano Orlando Strinati che subentra in corsa nel doppio ruolo di allenatore-giocatore, ma talmente inesperta e arrangiata da finire addirittura nel campionato regionale di Promozione. Sono due anni di inferno, segnati addirittura da un derby cittadino con la Bacigalupo del quartiere Matteotti, cosicché bisogna aspettare il 1954-55 per riassaporare la IV Serie e far tornare un po' di entusiasmo intorno ai rossoverdi.

Giorgio Taddei, presidente nei primi anni 1970 della Ternana per la prima volta in massima serie.

Si ricostituisce una buona società, allenata da Rodolfo Latini e Corrado De Sio, si allestisce una buona squadra anche se poi alla fine ci si salva vincendo il doppio spareggio con i sardi del Calangianus, grazie anche a un rigore parato dal portiere Mariano Pazzi nella prima sfida disputata a Civitavecchia. Nel 1956-57 si respira aria nuova, la squadra è buona ma non si va più in là di un'onesta metà classifica. È sempre Corrado De Sio a guidare il sodalizio rossoverde, ma le difficoltà non riescono a essere superate e nel 1959 si trova costretto a rimettere il tutto nelle mani del sindaco Ezio Ottaviani. Dopo un anno di transizione, con l'aiuto di Renato Alpini la squadra riesce a confermarsi nella IV Serie.
Una prima svolta avviene nel 1961-62, quando è l'onorevole Filippo Micheli ad affidare la presidenza a Renzo Nicolini, allora giovane avvocato, che poi diventerà Presidente dell'Istituto per il credito sportivo. Nel 1964 arriva così la promozione in Serie C, grazie alla vittoria all'ultima giornata contro la Jesina: tecnico di quell'impresa è Riccardo Carapellese. È in quel periodo che viene coniato il soprannome Fere.

#### L'approdo in Serie B
Nella stagione seguente la matricola Ternana sfiora la Serie B, che arriverà finalmente il 23 giugno 1968. Artefici di quella impresa furono, tra gli altri, Germano, Bonassin, Pandrin, Liguori, Marinai, Nicolini, Meregalli, Cardillo e Sciarretta, con alla guida tecnica il Profeta, Corrado Viciani. Intanto, la Ternana fu trasformata in società per azioni il 25 giugno 1968.
L'anno successivo, l'altro grande evento: l'inaugurazione del nuovo stadio Libero Liberati, con la partita disputata il 24 agosto 1969 tra la Ternana e i brasiliani del Palmeiras, vinta dai sudamericani per 3-1.

### Anni 1970

#### L'era Taddei

##### Ilgioco cortodi Viciani e l'arrivo in Serie A
(Francesco Rossi, Il Messaggero, 1972)

La Ternana vittoriosa nel campionato di Serie B 1971-1972 e promossa in massima categoria: si trattò dell'esordio assoluto in Serie A per una squadra dell'Umbria.

Seguiranno quattro anni di gavetta tra i cadetti, e in una di queste stagioni la squadra sarà guidata, sotto la presidenza di Giorgio Taddei, da Luis Vinicio che iniziava allora la sua carriera di allenatore, prima della storica ascesa alla massima serie, ottenuta con la netta vittoria sul Novara (3-1) il 18 giugno 1972, che spalanca ai rossoverdi le porte della Serie A, storico traguardo mai raggiunto fino ad allora da nessuna squadra dell'Umbria. I protagonisti dell'impresa: Migliorini, Geromel, Cardillo, capitan Marinai, Cucchi, Mastropasqua, Benatti, Rosa, Jacolino, Zeli, Russo, Valle; dall'ottava giornata si ritrovano soli in testa e ci resteranno sino a fine campionato.

Il tecnico Corrado Viciani, fautore di quel gioco corto che portò i rossoverdi alla ribalta nazionale, e il capitano Romano Marinai, bandiera della squadra umbra che accompagnerà dai semiprofessionisti alla Serie A.

I meriti del prestigioso risultato, oltre ai 18 atleti che compongono l'organico, sono principalmente da attribuire al credo tattico del tecnico Viciani – teorico di quel gioco corto che, basandosi sul possesso palla, sul pressing alto e sul continuo scambio di fraseggi e sovrapposizioni tra gli undici della squadra, ubriaca gli avversari e manda in tripudio un'intera città; nel panorama calcistico nazionale dei primi anni 1970, ancora dominato dai lanci lunghi e dal contropiede, la Ternana è uno dei primi club italiani a proporre con successo questo moderno sistema tattico, figlio del calcio totale in quel periodo ai suoi massimi livelli. Viciani fece di necessità virtù, con una squadra di "gregari" in una città operaia per antonomasia:
Fatto sta che i tifosi rossoverdi sono in tripudio, dopo anni di bocconi amari si respirerà aria di Serie A, di grande calcio; l'euforia durerà solo una stagione, visto che il campionato seguente si chiude all'ultimo posto, troppo inesperta era la squadra. È da ricordare la prima partita di quella stagione 1972-73, che vedeva scendere al Liberati il Milan di Gianni Rivera: finì 0-0 con la Ternana più volte vicina a una clamorosa vittoria, e i rossoneri ubriacati dal gioco corto di Viciani.

Nicola Traini, miglior marcatore rossoverde nelle stagioni in massima serie.

Guidata da Enzo Riccomini, presidente Giorgio Taddei, con Salvatore Garritano in squadra, seguita sempre da un gran numero di tifosi (in 10.000 a Firenze per giocare in campo neutro contro il Como), nel campionato cadetto 1973-74 la squadra conquista immediatamente la risalita nella massima serie, in compagnia dell'Ascoli e del Varese, piazzandosi al terzo posto. Ma anche il secondo e ultimo campionato di Serie A della Ternana si concluderà, al termine della stagione 1974-75, con un'amara retrocessione, con la vana consolazione di aver affrontato tutte le grandi sempre a viso aperto.

##### La fine dell'esperienza in massima serie
Si riprova la risalita, ma i campionati seguenti non saranno forieri di successi, nemmeno quando alla guida della squadra viene chiamato Edmondo Fabbri, nel 1976. Visto il non brillante cammino della squadra, a sostituire il Coreano arriverà addirittura Cesare Maldini. Ma gli ex allenatori azzurri non portano bene ai rossoverdi che si ritrovano a un passo dalla retrocessione. Il "Cesarone" nazionale viene sostituito da un tecnico locale, Omero Andreani, ex della Ternana operaia anni 1950 e 1960 che si dimenava in IV Serie al Viale Brin. A tre giornate dalla fine, il Catania vanta cinque punti di vantaggio, ha due partite esterne e lo scontro diretto contro le Fere. Le perderà tutte, la Ternana riesce a vincere proprio al Cibali, oltre che le due gare interne, e si salva per un punto.
L'anno dopo la squadra è guidata da Rino Marchesi, e chiude a soli due punti dalla terza promozione in Serie A. L'anno successivo la squadra è guidata da Renzo Ulivieri, in porta gioca Giulio Nuciari. È una stagione di transizione, visto che l'anno dopo la società passa nelle mani di Adriano Garofoli (che sarà anche presidente della Confindustria Umbra negli anni 2000), e la guida tecnica è affidata a Pietro Santin prima e Omero Andreani poi. In quest'anno la squadra retrocede in Serie C1 e contestualmente arriva in semifinale di Coppa Italia sconfitta dalla Roma, dopo aver eliminato, nell'ordine, Fiorentina, Verona e Napoli; a fine stagione diversi giocatori vengono ceduti proprio a società di Serie A.

### Anni 1980

Una formazione rossoverde della stagione 1979-1980, retrocessa in C1 ma semifinalista di Coppa Italia.

Gli anni 1980 saranno ricordati come tra i più difficili nella storia del club: era strano piombare di nuovo nei campi della provincia dopo aver calcato i palcoscenici più importanti. La squadra si dimena tra la C1 e la C2, e ogni stagione è caratterizzata da repentini cambiamenti di allenatori, giocatori e dirigenti. Nel 1983, mentre infuria la cassaintegrazione, un rigore negato induce Il Messaggero a chiedersi se esista "un disegno per colpire ormai questa città e questa società".
Tornano sulla panchina sia Viciani sia Andreani, ma i risultati stentano ad arrivare. Torna anche Giorgio Taddei, presidente ai tempi della Serie A, in squadra gioca un giovane Stefano Colantuono ma sono campionati mediocri, sempre sull'orlo della retrocessione, che alla fine arriva nel 1985-86. Dopo anni di successi, la società è allo sbando, i tifosi sfiduciati, la città distante dalla squadra.
Quando sembra che non sia possibile l'iscrizione al torneo successivo, arriva a Terni un imprenditore romano, Domenico Migliucci. La fiducia sembra tornare, la campagna acquisti è di tutto rispetto, arrivano a Terni nomi del calibro di Paolo Di Canio, Vincenzo D'Amico e Domenico Di Carlo, ma alla penultima di campionato la sconfitta a Pesaro contro la Vis relega i rossoverdi al terzo posto. L'anno dopo si rischia di precipitare nei dilettanti, e solo con una vittoria sul Martina il rischio è evitato. Migliucci minaccia di abbandonare, si vivono momenti di angoscia dovuta al malgoverno calcistico cittadino, basato su debiti, mancate promesse e comportamenti eccentrici: basti pensare all'organizzazione di un pranzo al sacco allo stadio prima di un incontro o al servizio di nursery da offrire alle mamme tifose. Il fallimento avviene il 12 dicembre 1987, e il campionato è concluso grazie alla curatela fallimentare di Alfiero Vagnarelli, che tra l'altro permette alla squadra di salvarsi dalla retrocessione.

La formazione che l'11 giugno 1989 ottenne il ritorno in C1, battendo ai rigori il nello spareggio di Cesena. Come già accaduto per gran parte dell'annata 1988-1989, anche in quest'occasione la Ternana scese scaramanticamente in campo rinunciando alla sua tradizionale divisa rossoverde, optando per un particolare completo biancorosso.

Nel 1988-89 appare all'orizzonte una nuova cordata, portata in città da Ernesto Bronzetti e guidata da Gaspare Gambino. Con Claudio Tobia come allenatore e una squadra costruita in extremis con molti giocatori, almeno sulla carta, sul viale del tramonto avviene il miracolo; il campionato è dominato da tre squadre: Ternana, Fidelis Andria e Chieti, che impattano a 48 punti a fine stagione. Si ricorre alla classifica avulsa, per la quale i pugliesi sono subito promossi, mentre umbri e abruzzesi dovranno giocarsela con un'ulteriore partita. Può così chiudersi in grande il decennio con lo spareggio tra la Ternana e il Chieti, giocato allo Stadio Dino Manuzzi di Cesena che, di fronte a 2.000 teatini e 14.000 ternani impazziti di gioia, regala la Serie C1 ai rossoverdi dopo i tiri di rigore. La stagione seguente inizia con la solita suspense, la squadra si iscrive in extremis confermando però in blocco i protagonisti della partita di Cesena. La squadra parte bene, è terza quando mancano poche giornate al termine, poi perde in casa per 2-4 contro la Casertana.

### Anni 1990

#### La ripresa e il fallimento
Il campionato 1990-91 è ugualmente positivo in avvio, tanto più che la Ternana a dicembre è in piena corsa-promozione, ma nel girone di ritorno c'è un crollo di risultati e addirittura la partita con il Nola viene persa dalla squadra con cinque gol al passivo, con una parziale delusione dell'ambiente che sperava in un doppio salto. Gambino lascia, e nel 1991-92 passa la gestione a Rinaldo Gelfusa, imprenditore ciociaro che investe per rendere la società più competitiva. La squadra, alla cui guida viene chiamato Roberto Clagluna, viene radicalmente cambiata con l'arrivo di numerosi volti nuovi. Entrambi i derby umbri col Perugia vengono vinti, e la Ternana occupa il primo posto dalla prima partita fino alla fine del campionato; il gioco è abbastanza difensivo (tutte le vittorie, tranne quelle con Barletta e Andria, avverranno per 1-0) e basato su una tenuta atletica specie nei secondi tempi, tanto che il 17 maggio 1992 arriva la Serie B grazie alla vittoria contro il Catania. La cadetteria si rivelò tuttavia solo il preludio di una svolta molto negativa nella storia del club.

La Ternana del 1991-1992 che vinse il girone B della Serie C1 e conquistò, dopo un'attesa di dodici anni, la promozione in cadetteria.

Il fallimento giunge durante il campionato 1992-93; una stagione disastrosa sebbene iniziata sotto tutt'altre prospettive, con gli arrivi in rossoverde dei quotati Giuseppe Taglialatela e Sandro Tovalieri. Ma una sera d'agosto, mentre la squadra è in ritiro a Norcia, si scopre che i bonifici dei neoacquisti non sono mai neanche partiti da Terni, sicché questi tornano alle vecchie società di appartenenza; e inoltre emerge un debito di 100 milioni di lire. Il campionato comunque inizia, ma la squadra è condannata sin dal principio al ritorno in C1. I rossoverdi ottengono appena 4 vittorie e solo un contributo del comune di Terni per garantire l'esercizio provvisorio consentirà alla Ternana di terminare il campionato ed evitare la radiazione a torneo in corso (come accaduto nello stesso anno all'Arezzo). Il gruppo di imprenditori che rileverà dall'asta fallimentare il club umbro riuscirà iscriverlo alla Serie D invocando la tradizione sportiva cittadina.
Nel 1993-94, dunque, la Ternana affronterà squadre del comprensorio umbro, laziale e abruzzese. Da ricordare i derby regionali contro le squadre dei comuni dell'hinterland perugino (spesso giocati allo Stadio Renato Curi) e la quasi stracittadina contro la Narnese. Sostenuta da un pubblico comunque numeroso, non riuscirà, pur partendo con i favori del pronostico, a vincere il campionato e dunque assicurarsi la promozione. Anzi, dietro al Teramo giungerà proprio la Narnese e la Ternana dovrà subire l'onta di non essere nemmeno la prima squadra della Provincia.
L'anno successivo, sotto la presidenza Fedeli, con un pubblico che nonostante le vicissitudini seguirà sempre le sorti dei rossoverdi, è la Viterbese a sbarrare la strada alla Ternana e di quella stagione è da ricordare l'altro derby provinciale con l'Orvietana. A fine stagione però, grazie al ripescaggio, arriva comunque la promozione in Serie C2.

Roberto Borrello, tra i protagonista a metà anni 1990 della cavalcata rossoverde dai dilettanti al professionismo.

Nel 1995-96 la squadra fa un gran campionato, arriva terza dietro Treviso e Livorno, ma deve arrendersi ai play-off contro la Fermana a causa di una rete di Pennacchietti subita nel recupero della gara di ritorno a Terni (al termine della quale ci saranno gravi incidenti fuori dallo stadio, con un ragazzino di dieci anni ferito).
L'anno successivo, con la presidenza di Alberto Gianni e Luigi Delneri come allenatore, arriva il salto in Serie C1. È un campionato dominato dalla Ternana che viene inseguita inutilmente prima dalla Maceratese e poi dal Livorno, con sorpassi al vertice e tesi scontri diretti. La svolta arriva dopo la sconfitta subita a Macerata per 3-2, alla quale seguiranno ben otto vittorie consecutive, tra cui quella contro l'Iperzola che, contestualmente al pari del Livorno nel derby toscano contro il Pisa, permetterà ai rossoverdi di agganciare il primo posto solitario e non lasciarlo più fino alla vittoria finale sul campo del Fano, con ottomila ternani in festa.

#### L'era Agarini

##### Il ritorno in Serie B

Una formazione rossoverde scesa in campo nei vittoriosi play-off della Serie C1 1997-1998.

Nella stagione successiva, sempre con Delneri e, dapprima con Gianni e poi con Luigi Agarini come presidenti, arriva la promozione dalla Serie C1 alla Serie B. In due anni dunque, la Ternana ha compiuto il doppio salto. Il campionato era partito con l'intenzione di arrivare il più possibile vicino ai play-off, senza pretendere troppo. Ma la squadra si rivelò essere di prim'ordine: Giacomo Modica, Cristian Stellini, Cristian Silvestri, Fabrizio Fabris (che sarà il capitano della Ternana dal 1998 al 2002), Massimo Borgobello, Giovanni Cornacchini ed Ezio Brevi formano l'intelaiatura di quella formazione che se la batte alla pari con il Cosenza e con i cugini del Gualdo, ma che a causa dell'inopinata sconfitta di Catania alla terzultima giornata, dà il via libera ai calabresi e lascia ai rossoverdi la lotteria dei play-off. La promozione viene comunque sancita dalla vittoria nella finale di Ancona contro la Nocerina, davanti a 8.000 nocerini e 12.000 ternani, con un gol di Arcadio nei tempi supplementari.
Il ritorno in Serie B cementa ancor di più l'entusiasmo intorno alle Fere, rispetto all'ultima disastrosa apparizione c'è la consapevolezza che ci sono le possibilità per salvarsi. Delneri intanto è andato all'Empoli e a Terni arriva Antonello Cuccureddu. L'avvio di campionato è buono, arrivano le vittorie storiche contro Torino (2-1 con rete al 90' di Giovanni Tiberi appena entrato) e Napoli, c'è chi inizia a sognare un triplo salto fino in Serie A ma la sconfitta di Pescara per 5-1 fa tornare tutti con i piedi per terra: Cuccureddu viene esonerato e al suo posto torna Delneri che non aveva trovato spazio nello spogliatoio toscano. Ma le cose peggiorano: in nove partite arrivano solo cinque pareggi, Delneri viene allontanato e al suo posto arriva Vincenzo Guerini.

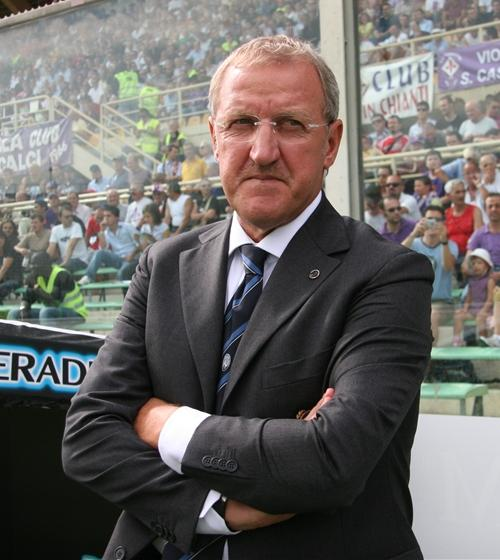
Nella seconda parte degli anni 1990, Luigi Delneri ha conquistato due promozioni consecutive alla guida della Ternana, riportandola in due stagioni dalla C2 alla Serie B.

Si lotta fino all'ultimo, e grazie a una sofferta vittoria con l'Andria proprio all'ultima di campionato arriva la salvezza grazie alla doppietta di Massimo Borgobello. Da ricordare l'esodo dei cinquemila ternani a Cesena e degli ottomila a Montevarchi per giocare in campo neutro a seguito della squalifica per il lancio di un oggetto che colpì il medico del Brescia, e di nuovo, il ferimento dell'allenatore dell'Andria colpito da un bullone lanciato dall curva che provocò strascichi che fecero temere per la salvezza stessa. Quell'anno, arrivò in rossoverde un giovane salentino: Fabrizio Miccoli, ma anche Corrado Grabbi.

### Anni 2000
Per l'ultimo campionato del XX secolo, quello del 1999-2000, per non rischiare fino all'ultima giornata viene riconfermato Guerini e gran parte della squadra. Arrivano Daniele Balli e Fabio Artico e dopo quattro giornate addirittura la squadra è prima in solitudine. Il resto della stagione seguirà tra alti e bassi, ci sarà l'intermezzo della Coppa Italia contro il Perugia (con mitraglietta di Stellini per il gol rossoverde al Curi) e alla fine dopo aver sofferto forse un po' troppo arriverà la salvezza, grazie a una doppietta di Artico nella vittoria esterna di Salerno alla penultima giornata. Intanto Luigi Agarini possiede tutte le quote, e per l'anno successivo si inizia a parlare di scalata alla Serie A. C'è il ritorno di Corrado Grabbi e di Massimo Borgobello, la squadra allenata da Andrea Agostinelli lotta sempre al vertice e grazie al gioco spumeggiante si ritrova ben presto tra le favorite del torneo. Ma le due sconfitte interne contro Torino e Piacenza, lasceranno un mare di polemiche a causa di due arbitraggi dubbi che relegheranno i rossoverdi al sesto posto.

Massimo Borgobello, migliore bomber rossoverde dal dopoguerra.

Il 2001-02 è un anno tra i più turbolenti. La squadra, pur vendendo Grabbi agli inglesi del Blackburn Rovers parte come favorita del torneo, ma non riesce mai a imporsi nonostante il ritorno di Ezio Brevi e la definitiva esplosione di Miccoli autore di 15 reti; così alla fine, con un'assurda sconfitta a Bari, si vede retrocessa. Le polemiche divampano, anche perché le dirette concorrenti, il Siena, il Messina e il Cosenza vengono accusate di aver vinto "troppo" facilmente, mentre la Ternana si è trovata di fronte un Bari in giornata di grazia. Ma le polemiche finiscono presto, poiché visto il fallimento della Fiorentina neodeclassata, la squadra umbra viene ripescata.
L'anno successivo, dunque, si riparte dalla Serie B con un nuovo allenatore, Mario Beretta e, dopo un campionato nel quale i rossoverdi arrivano a ridosso delle prime (settimo posto con Borgobello autore di 18 reti), per la stagione 2003-2004 arriva Riccardo Zampagna, viene confermato Mario Frick e vengono lanciati Luis Antonio Jimenez e Houssine Kharja. Si comincia anche a parlare di "Città dello Sport", ovvero di tutta una radicale trasformazione dello Stadio, ma anche della piscina e della costruzione del Palazzetto Sportivo, tutto nei pressi dello Stadio Liberati. Alla fine del girone d'andata la Ternana è seconda a un punto dall'Atalanta; dietro, staccate, tutte le altre. È il campionato successivo al caso Catania, i posti disponibili per la promozione diretta sono cinque, più uno che uscirà dallo spareggio interdivisionale contro la quart'ultima di Serie A. Nel girone di ritorno, però, la squadra accusa un calo che la porta a una lunga serie di risultati negativi (delle prime sedici partite del girone di ritorno, ne vincerà solo una), sicché a marzo Agarini lascia tutto all'imprenditore marchigiano Edoardo Longarini; la squadra si fa intanto sorpassare da tutte quelle di vertice, terminando il campionato al settimo posto, a quattro punti dalla zona promozione.

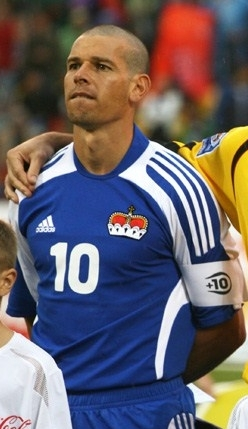
L'attaccante liechtensteinese Mario Frick, punto fermo dei primi anni 2000, è lo straniero più prolifico coi ternani.

Intanto il progetto della "Città dello Sport" naufraga anche a causa del parere contrario del TAR dell'Umbria. La stagione successiva parte negativamente. Zampagna viene riscattato alle buste dal Messina e Massimo Borgobello va alla Salernitana. La squadra si ritrova penultima (ironia della sorte, ultimo era il Treviso che, dopo una vigorosa rimonta, approderà ai play-off, e dopo il fallimento del Torino e del Perugia, e il declassamento del Genoa, si ritroverà in Serie A), poi inizia a migliorare grazie anche all'arrivo di Gianni Comandini che risolleva le sorti e fa anche sperare in qualcosa di più di una semplice metà-classifica. Ma dopo una brutta sconfitta nel derby, il nono posto è il meglio che si può ottenere, con Mario Frick autore di 16 reti.

#### L'era Longarini

##### Confusione societaria e ricaduta in Serie C1
Nel campionato 2005-06 la Ternana retrocede in Serie C1, i tifosi accusano la Presidenza dei fallimenti sportivi secondo loro causati dal continuo cambio di dirigenti, amministratori, allenatori, direttori sportivi e dalla messa fuori rosa dei giocatori migliori. Il campionato è pessimo e i tifosi iniziano ad abbandonare lo stadio. La società si è trovata anche in contrasto con l'Amministrazione Comunale per il rinnovo della concessione dello stadio. Il Comune di Terni ha negato più volte il suo benestare per la concessione del Liberati. Nella gara casalinga contro la Salernitana, valida per la quarta giornata di campionato, che si sarebbe dovuta disputare il 25 settembre 2006, i cancelli dello stadio rimasero chiusi: ciò ha determinato per la Ternana la sconfitta a tavolino per 3-0, decisione poi annullata dagli organi sportivi. La ripetizione della partita, disputata più di sei mesi dopo, il 28 marzo 2007, addirittura dopo la gara di ritorno (giocata un paio di settimane prima), vide infine la vittoria della squadra rossoverde. Il sindacato calciatori minacciò di ritardare l'inizio delle partite dei campionati di Serie A e B per protestare contro l'atteggiamento della dirigenza della Ternana nei confronti dei giocatori messi fuori rosa.
A questo proposito, il 19 gennaio del 2007, la trasmissione televisiva de LA7 Le Partite non Finiscono Mai trasmise un lungo servizio in cui si è tentato di dare una spiegazione a questa strana situazione. Dopo qualche tempo alcuni giocatori come Joseph Dayo Oshadogan e Houssine Kharja si sono svincolati dalla società per accasarsi altrove. L'ennesima travagliata stagione (durante la quale si avvicendano in panchina ben quattro allenatori: Favarin, Raggi, D'Urso, Marino) si conclude con la Ternana che riesce a salvarsi all'ultima partita con il Teramo, unica gioia insieme alla vittoria nel derby di una stagione pessima.
La stagione 2007-08 parte con la concessione dello stadio rinnovate per parte dell'Amministrazione Comunale, che ha visto in disaccordo gran parte della cittadinanza, e la Ternana nel Girone A della Serie C1. La prima parte del campionato trascorre tra tante difficoltà. La squadra, la cui guida tecnica è affidata a Francesco Giorgini, non imbocca la strada giusta. Arriva, anzi, alla fine del girone di andata all'ultimo posto in classifica. Il girone di ritorno registra un deciso cambio di rotta, con i rossoverdi che iniziano una incredibile serie positiva rimanendo imbattuti fino alla fine del campionato, il che consente loro di raggiungere una inaspettata salvezza diretta.
La stagione 2008-09 parte con progetti di promozione, grazie anche agli arrivi di Christian Riganò, Fabio Concas, Giorgio Noviello e alle conferme di Romano Tozzi Borsoi, Marco Rigoni e Luigi Sartor. Ma la squadra vede un periodo di crisi nel girone di andata (che peraltro era cominciato molto bene, addirittura nelle prime posizioni in classifica). La maggior parte del campionato viene comunque giocata con la squadra a centro classifica.
Il 29 maggio 2009 l'amministratore unico Stefano Dominicis si dimette lasciando così le redini amministrative, per il momento, al Direttore Amministrativo Simone Montemari. Dopo un mese, Dominicis torna misteriosamente in carica come amministratore unico firmando anche i vari colpi di mercato. Con Baldassari in panchina, la Ternana parte bene ma poi a fine girone d'andata, la squadra avrà un momento buio con 3 sconfitte e un pareggio. Baldassari si dimette sostituito da Domenicali. Nella campagna acquisti di gennaio arrivano Quondamatteo, Hurtado, Negrini, Pietro Balistrieri, Imburgia, Procida, Gabriel Enzo Ferrari.
Il 7 marzo 2010 la società ufficializza l'esonero del tecnico Manuele Domenicali. Il 9 marzo viene ufficializzato il ritorno del tecnico Francesco Giorgini, con un contratto fino al 30 giugno 2010, un anno e mezzo dopo le sue dimissioni. Il suo compito è di riportare la Ternana in Serie B, ma la società conclude la stagione perdendo il posto utile per i play-off all'ultima giornata della stagione, contro la Reggiana a Reggio Emilia, dopo aver occupato le prime cinque posizioni per tutte le giornate. Da rilevare che senza la vittoria del Rimini contro il Verona alla penultima giornata, arrivata in pieno recupero, i rossoverdi sarebbero comunque approdati ai playoff (con un turno di anticipo) al posto dei romagnoli per via della classifica avulsa, anche in caso di sconfitta a Reggio Emilia.

### Anni 2010

#### Avvicendamenti societari e retrocessione sul campo
Il nuovo allenatore rossoverde per la stagione 2010-2011 è Renzo Gobbo neovincitore della Serie D alla guida del Montichiari. Il calciomercato estivo inizia con il botto: la Ternana strappa l'attaccante cileno Luis Antonio Jiménez all'Inter, risolvendo a proprio favore la comproprietà tramite le buste offrendo poco più di 3.000.000 di euro contro i 2.000.000 offerti dal club campione d'Europa. Altri arrivi sono il difensore Grieco e i centrocampisti Nitride e Arrigoni.
Sul versante societario, dopo sette anni, il 25 agosto 2010 Edoardo Longarini cede l'intero pacchetto azionario del club ad Angelo Deodati. Il 17 settembre seguente le azioni del club diventano ufficialmente di Deodati, il quale il giorno stesso dichiara i primi quadri dirigenziali che vedono egli presidente, Rosettano Navarra vicepresidente e Vittorio Cozzella direttore sportivo con Longarini patron. Tuttavia, dopo appena quattro mesi, il 23 dicembre Deodati si dimette per incomprensioni con la dirigenza rossoverde e impegni di lavoro improrogabili. A metà del gennaio 2011 il dimissionario Deodati torna nell'organigramma sempre nel ruolo di presidente. Il DG è Roberto Renzi e il DS è Antonio Recchi. Un mese dopo Deodati abbandona definitivamente le redini poiché le azioni di Longarini sono sequestrate dalla Procura di Roma e quindi incedibili. Francesco Zadotti, commercialista di Longarini, diventa quindi presidente. Il 15 maggio all'ultima giornata di campionato la Ternana, in vantaggio contro l'Andria BAT per 2-1 fino al 90° si fa segnare due gol (90° e 95°) per l'2-3 finale quindi si piazza 15ª in classifica e dovrà affrontare ai play-out il Foligno per salvarsi.
Il 29 maggio 2011 l'andata dei play-out al Blasone di Foligno vede vittoriosi i padroni di casa per 1-0. Nel ritorno, il 5 giugno alla Ternana basta una vittoria con qualsiasi risultato per non retrocedere: le Fere vanno in vantaggio 1-0 con gol di Sinigaglia ma al 93° il Foligno agguanta il pareggio e la Ternana retrocede in Lega Pro Seconda Divisione.

#### Dal ripescaggio alla Serie B

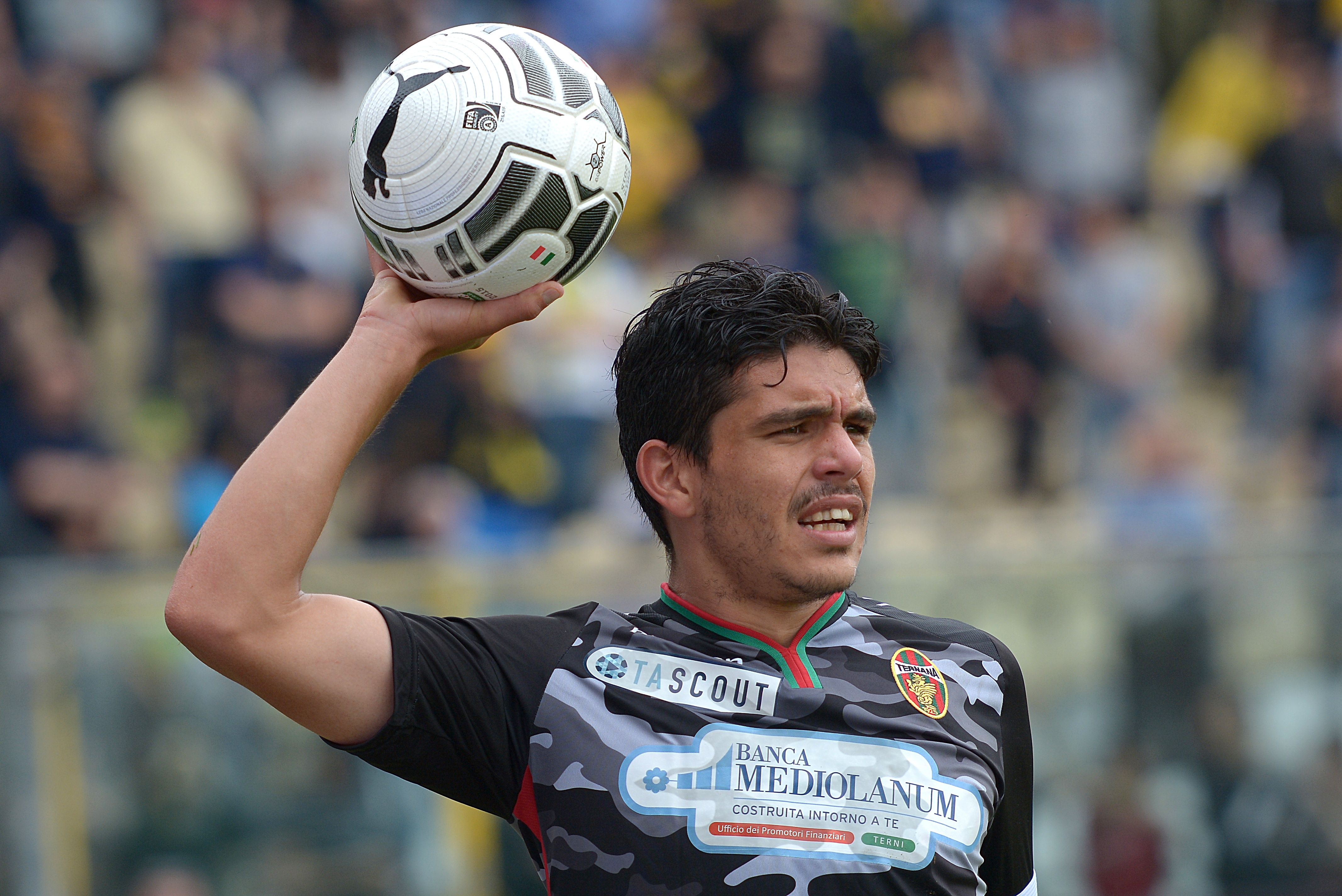
Pasquale Fazio, capitano della Ternana nella prima metà degli anni 2010 nonché tra i protagonisti della stagione 2011-2012, passata dal ripescaggio in Prima Divisione alla promozione in Serie B.

Dura solo due mesi (giugno e luglio) l'incubo della Seconda Divisione, infatti il 4 agosto 2011 viene ripescata in Prima Divisione per completamento organici a causa delle numerose squadre non iscritte, sborsando complessivamente 1.100.000 euro alla Lega Pro e FIGC. La stagione 2011-12 riparte con Zadotti presidente, Cozzella direttore sportivo e Domenico Toscano allenatore. Il 25 aprile 2012 la Ternana, grazie alla vittoria per 2-0 (doppietta di Davide Sinigaglia) sulla Reggiana, ottiene la matematica promozione in Serie B con due giornate d'anticipo rispetto alla fine del campionato. La stagione, dopo il ripescaggio in Prima Divisione, è partita dal ritiro estivo in agosto con un gruppo di 12 giocatori, per poi balzare in testa al campionato alla 7ª giornata d'andata (vittoria per 1-0 a Taranto contro la diretta rivale in classifica) fino al termine dello stesso. L'annata vittoriosa dei rossoverdi, che pure non ha portato al primato nella classifica sul campo, ha anche riscoperto il feeling col pubblico del Liberati che, con una media di 5.316 spettatori a partita, ha spinto al successo la squadra. Stabilito anche il record stagionale di spettatori in Lega Pro con 10.206 spettatori: mai così alto, in casa, dal derby del 2004. Qualificata per la supercoppa di Lega di Prima Divisione, affronta lo Spezia vincitrice del girone B. L'andata a Terni finisce 0-0, mentre il ritorno a La Spezia si conclude con la vittoria bianconera per 2-1, dopo che la Ternana era passata in vantaggio al 72' con Docente.
La stagione 2012-2013 inizia il 13 luglio 2012 col ritiro di Norcia. A causa dei lavori allo stadio Liberati, la squadra è costretta a giocare la prima partita di Coppa Italia e l'esordio in campionato allo Stadio Pietro Barbetti di Gubbio. Il torneo cadetto inizia con tre sconfitte, per poi inanellare 4 vittorie consecutive e una serie di risultati utili (7), che la fanno balzare in zona play-off. Vari infortuni occorsi ai giocatori rossoverdi penalizzano in seguito le prestazioni della Ternana, che comunque continua a ben figurare, ottenendo a fine torneo la seconda miglior difesa in assoluto. Avendo navigato stabilmente nella parte centrale della classifica, le Fere chiudono la stagione al nono posto della graduatoria.
Il campionato di Serie B 2013-2014 per le Fere comincia con la riconferma di Toscano per la terza stagione consecutiva. Nell'ambito del calciomercato estivo, arrivano in Umbria, tra gli altri, l'attaccante Mirco Antenucci dal Torino, assieme a Raffaele Maiello dal Napoli, Fabio Sciacca dal Catania, Nicolas Viola dal Palermo, e Antonio Zito dalla Juve Stabia, oltre ai giovani uruguagi Felipe Avenatti dal River Plate di Montevideo, e César Falleti dal Cerro; viene inoltre riscattato il difensore centrale Alberto Masi dalla Juventus, e messo sotto contratto lo svincolato Damiano Ferronetti. In rosa anche la conferma del giovane portiere Alberto Brignoli, e degli attaccanti Fabio Ceravolo, Gianluca Litteri, Luis Alfageme e Angelo Raffaele Nolé alla sua quarta stagione in rossoverde. In Coppa Italia, i rossoverdi escono in estate al secondo turno, sconfitti ai tempi supplementari dal Lecce. Il 31 dicembre 2013, a seguito di risultati inferiori alle attese e con la squadra vicina alla zona play-out, la società decide di esonerare Toscano e il suo staff dalla guida tecnica dei rossoverdi, ingaggiando contestualmente Attilio Tesser come nuovo allenatore. La Ternana conseguirà la salvezza a due partite dal termine, classificandosi sedicesima, stazionando per buona parte del campionato nel limbo tra le zone play-off e quelle, più vicine, dei play-out.
La stagione successiva vede la conferma di Tesser come allenatore della prima squadra, che mostra un rendimento altalenante in campionato. Dopo un inizio nella zona medio-bassa della classifica, i rossoverdi migliorano il loro rendimento grazie alle buone prestazioni in trasferta che fanno da contraltare a quelle negative al Liberati. In seguito ad un'ulteriore serie negativa verso la fine del campionato, la salvezza arriva per la Ternana solo nelle ultime due giornate (vittoria a casa del Modena e contro il già retrocesso Varese al Liberati), chiudendo tuttavia a metà classifica (12º posto). Nella stessa stagione le Fere stabiliscono due nuovi record: maggior numero di vittorie in trasferta (7) e maggior numero di sconfitte in casa (10). A stagione conclusa, il 3 giugno Zadotti viene indagato nell'ambito della sua attività nel settore dei rifiuti nel viterbese; dimessosi dalla carica di numero uno della Ternana, dopo un breve interregno dell'avvocato Giuseppe Matteo Masoni, la presidenza del club passa così in estate a Simone Longarini, figlio del patron Edoardo.
Nella stagione 2015-2016 la squadra viene inizialmente affidata a Domenico Toscano, il cui ritorno a Terni dura tuttavia lo spazio di poche settimane causa scarsi risultati sul campo. Sotto la gestione del subentrante Roberto Breda la Ternana si risolleva, e dall'ultimo posto in classifica chiude il campionato al dodicesimo posto.
Nella stagione 2016-2017 sulla panchina rossoverde va inizialmente a sedersi Christian Panucci; tuttavia già ad agosto il tecnico entra in rotta con la società, situazione che sfocia in un precoce esonero cui fanno seguito anche le dimissioni del direttore sportivo Fabrizio Larini. A sostituirli arriva Benito Carbone come "manager all'inglese", ossia nel duplice ruolo di allenatore e dirigente, ma anche questi rassegna le dimissioni dopo la prima giornata di ritorno (Pisa-Ternana 1-0) lasciando i rossoverdi al penultimo posto in classifica. A sostituirlo arriva brevemente Carmine Gautieri, il quale viene a sua volta sollevato dall'incarico il 6 marzo dopo un deludente ruolino: 3 punti in 7 partite (una vittoria e sei sconfitte). La panchina della Ternana, a questo punto ultima in classifica con 23 punti in 29 partite, viene affidata a Fabio Liverani. Il tecnico romano, sovvertendo ogni pronostico, conquista ben 26 punti nelle ultime 13 partite, portando le Fere alla quinta salvezza consecutiva tra i cadetti.

#### L'era Unicusano: tra seconda e terza serie

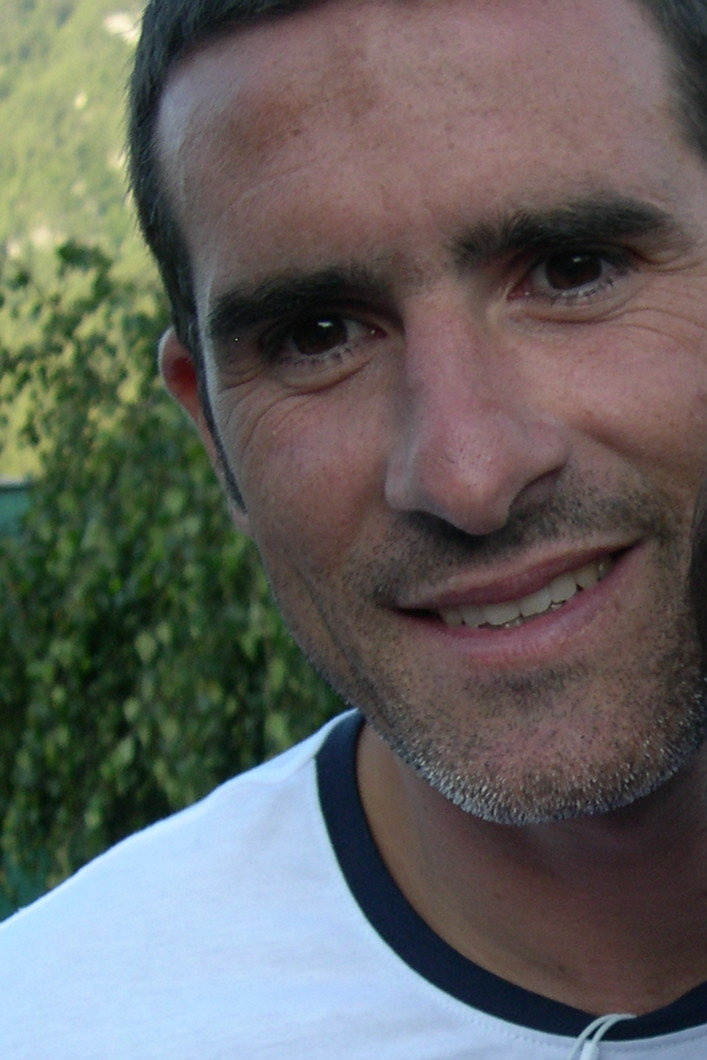
Cristiano Lucarelli, tecnico della Ternana artefice del double minore formato dal campionato e dalla Supercoppa di Serie C nella stagione 2020-2021.

Alla fine del campionato 2016-2017 la famiglia Longarini palesa l'intento di disimpegnarsi, dopo 13 anni, dalla gestione della società: il 21 giugno 2017 viene quindi ufficializzato l'accordo finalizzato alla cessione della Ternana a Stefano Bandecchi, proprietario dell'Università degli Studi "Niccolò Cusano", il quale ne assume la gestione quale patron e insedia alla presidenza Stefano Ranucci. A seguito del passaggio di proprietà si verifica anche un punto di svolta nell'identità del club umbro: il nome dell'ateneo di Bandecchi viene integrato in quello della squadra rossoverde, che cambia ufficialmente la propria denominazione sociale in Ternana Unicusano.
Nonostante le roboanti promesse estive, l'annata 2017-2018 si rileva totalmente fallimentare sul piano sportivo. La squadra umbra è fin dall'avvio di campionato relegata nei bassifondi della classifica, e neanche gli avvicendamenti in panchina a stagione in corso tra Sandro Pochesci e Ferruccio Mariani, e infine Luigi De Canio, sortiscono effetti. Il 12 maggio 2018, perdendo per 2-1 sul campo della Pro Vercelli, i rossoverdi retrocedono in Serie C dopo sei anni. Con 77 gol subiti, quella umbra è la peggiore difesa del campionato, mentre con soli 37 punti conquistati in 42 partite, la stagione della Ternana è una tra le peggiori della sua storia.
In vista della stagione 2018-2019 si fa ritorno alla denominazione sociale di Ternana Calcio. In estate la campagna acquisti genera molte aspettative: arrivano una serie di giocatori dai curriculum altisonanti per la terza serie, quali Giuseppe Vives, Modibo Diakité, Guido Marilungo, Walter López e il capocannoniere uscente del campionato, Daniele Vantaggiato. La Ternana viene inserita nel girone B della Serie C, ma la squadra inizia il campionato con un certo ritardo, in virtù di un ricorso inoltrato dal club per essere ripescato in Serie B; questo viene rigettato sicché, dopo un promettente inizio, la squadra cala sensibilmente di rendimento fino a terminare il torneo all'undicesimo posto. Per l'annata successiva la società conferma Gallo in panchina e si rinforza con gli arrivi, tra gli altri, di Carlo Mammarella, Emanuele Suagher, Simone Sini, Alexis Ferrante e Giuseppe Torromino. La Ternana, inserita questa volta nel girone meridionale della Serie C, si stabilisce delle posizioni di vertice del campionato e, nonostante lo stop forzato a inizio 2020 dettato dalla sopraggiunta pandemia di COVID-19, raggiunge i play-off, dove, dopo avere superato Avellino, Catania e Monopoli nei primi turni, vede sfumare il sogno della promozione contro il Bari ai quarti di finale; la squadra raggiunge inoltre, per la seconda volta nella propria storia, la finale della Coppa Italia di Serie C, persa a Cesena contro la Juventus U23.

### Anni 2020
Nella stagione 2020-2021 la Ternana viene inserita nuovamente nel girone meridionale della terza serie. La società ingaggia come allenatore il livornese Cristiano Lucarelli, il quale sarà tra gli artefici di un campionato da record; in estate viene confermata l'ossatura dell'anno precedente, mentre dal mercato arrivano diversi rinforzi, a partire dai fantasisti sudamericani César Falletti e Diego Peralta e dai difensori slavi Matija Boben e Ivan Kontek. La compagine umbra domina il campionato, stabilendo numerosi (18) primati per la categoria e riapprodando in serie cadetta dopo tre anni di assenza, con quattro giornate d'anticipo rispetto alla fine del campionato. A fine stagione vince inoltre la Supercoppa di Serie C battendo prima il Como per 3-0 in trasferta e poi il Perugia per 1-0 al Liberati, centrando così il primo double della storia rossoverde: nell'occasione le Fere fanno loro il primo e fin qui unico derby dell'Umbria che sia mai valso un trofeo. Nella stagione 2021-2022 i rossoverdi, dopo una partenza difficile, risalgono bene la classifica e disputano un buon campionato, conquistando il decimo posto finale con 54 punti, a 4 punti dalla zona playoff, mentre la stagione successiva, nonostante un'ottima partenza che la vedrà finanche al primo posto dopo nove giornate, sarà più altalenante e caratterizzata da diversi avvicendamenti in panchina, e si concluderà con una salvezza diretta conquistata aritmeticamente solo all'ultima giornata.

#### L'interregno Pharmaguida e la presidenza D'Alessandro
Dopo l'elezione di Bandecchi a sindaco di Terni, nel luglio 2023 la Ternana cambia proprietà passando da Unicusano ad una holding di proprietà della Pharmaguida, con Nicola Guida che assume la presidenza del club. Quella che sarà l'unica stagione con la nuova proprietà si conclude con la retrocessione in Serie C, dopo aver perso il play-out contro il Bari.
L'annata seguente inizia con un cambio di proprietà: il 25 settembre 2024, dopo che da mesi si erano diffuse voci su una nuova, possibile cessione della squadra umbra, la dirigenza ufficializza l'avvenuta cessione dell'intero capitale sociale della N21Holding, proprietaria della società, all'imprenditore Stefano D'Alessandro che assume la carica di presidente. Partiti con l'obiettivo della promozione in Serie B, e i rossoverdi chiudono la stagione regolare al secondo posto nel girone B dietro alla Virtus Entella (complice anche una penalità di due punti per motivi amministrativi); ai play-off partono dal secondo turno nazionale ed eliminano dapprima la rivelazione Giana Erminio e poi il L.R. Vicenza, giungendo in finale dinanzi al Pescara: gli umbri perdono al Liberati per 0-1, ma in Abruzzo ristabiliscono la parità e portano la contesa fino ai tiri di rigore, dove la promozione sfuma per 3-1.

## Colori e simboli

### Colori
(Domenico Toscano, 2012)

Cavicchia, Agroppi, Pandrin, Marinai e Liguori, nella stagione 1965-1966, con indosso la storica muta spezzata bianconera, sovente usata all'epoca dagli umbri come divisa di cortesia.

Nel corso di gran parte della sua storia, i colori sociali della Ternana sono stati pressoché stabilmente il rosso e il verde, gli stessi del Comune di Terni. Solo nella parte finale degli anni 1920 si registrò l'unica variazione di sorta quando, per celebrare la costituzione della nuova provincia ternana, la squadra umbra adottò per qualche anno il giallo e l'azzurro, gli stessi colori utilizzati nello stemma e nel gonfalone provinciale.
La prima divisa della Ternana è quindi tradizionalmente composta da una maglia a strisce verticali rossoverdi, abbinata a pantaloncini e calzettoni neri. È comunque capitato in varie occasioni di derogare a questo schema, soprattutto per quanto concerne pantaloni e calze, che in alcune stagioni hanno visto il ricorso a colorazioni verdi, rosse o bianche; mentre le prime sono sempre passate piuttosto inosservate, in quanto si limitano a riproporre le tinte tradizionali del club, l'uso del bianco, come avvenuto stabilmente a metà degli anni 2010, viene invece generalmente malvisto dalla tifoseria delle Fere per via del possibile rimando cromatico alle mute degli storici rivali perugini.

La Ternana sfoggia una seconda maglia verde nell'annata 1971-1972

La tenuta da trasferta è invece di solito bianca, sebbene di stagione in stagione non sono mancate le più diverse sperimentazioni cromatiche, optando per casacche di colore verde, rosso, grigio, blu e giallo, quest'ultimo virato in tonalità fosforescente od ocra; fino agli anni 1970 non era inoltre insolito vedere la squadra rossoverde indossare maglia bianca e pantaloncini neri. Si ricorda, circa le tenute di gioco utilizzate, quanto si verificò nel corso dell'annata 1988-1989 quando, per motivi scaramantici, la Ternana disputò tutto quel campionato di Serie C2 (conclusosi con la promozione) indossando la sua seconda divisa dell'epoca composta da maglia bianca con dettagli rossoverdi, pantaloncini rossi e calze bianche. Solo in anni recenti è infine nata la consuetudine d'una terza divisa, spesso realizzata in grigio o argento, o comunque seguendo i canoni stilistici del tempo.
In tema di maglie rimane curioso quanto accadde il 6 febbraio 2005, quando a causa di un disguido con il Venezia le due squadre si presentarono allo stadio Pier Luigi Penzo con casacche di colore scuro, sostanzialmente simili. Giudicando impossibile poter distinguere i due completi, l'arbitro chiese ai padroni di casa di cambiare tenuta usando quella da trasferta: costoro però si rifiutarono, cosicché i giocatori della Ternana dovettero indossare le magliette d'allenamento utilizzate nel riscaldamento prepartita, a strisce orizzontali rossoverdi. Queste però non avevano la numerazione, sicché dirigenti e accompagnatori dei ternani dovettero aggiungerla a mano con un pennarello. Le "maglie improvvisate" furono poi vendute a un'asta di beneficenza attraverso un sito web ternano.

### Simboli ufficiali

#### Stemma
Il simbolo iconicamente legato alla Ternana è la Viverna, localmente nota come Drago Thyrus: un rettile alato mitologico privo delle zampe anteriori. Analogamente identificativo dei rossoverdi è il termine Fera, espressione dialettale locale che indica una persona dalle attitudini bestiali (ovvero con un modo di fare grezzo e violento): tale nome si legò strettamente alla Ternana nella stagione 1963-1964, anno in cui gli umbri ottennero la promozione in Serie C trascinati dai goal dell'attaccante Sergio Tonini, soprannominato per l'appunto La Fera a causa del suo ardore agonistico in campo. Questo nome passò poi ad indicare tutto l'undici ternano e venne adottato dai tifosi quale tipico urlo di battaglia (per l'appunto Fere! Fere!).
Proprio la Viverna (colorata generalmente in giallo) domina nello stemma sociale del club, che storicamente si presenta sotto forma di ancile palato rosso-verde, contenente nella parte superiore una fascia ricurva bianca atta a riportare la denominazione sociale, a caratteria stampatelli neri. In alcuni casi nella parte bassa dello scudo appare l'anno di fondazione del club, scritto in cifre arabe bianche.
Nel 1991-1992 la società scelse di ricamare la sola Viverna, "liberata" dallo scudetto, sul petto delle maglie.
Una transitoria ma significativa variazione del design dello stemma si ebbe per la sola stagione 2017-2018, allorché a seguito dell'acquisizione del club da parte di Stefano Bandecchi, la denominazione inscritta nella fascia bianca venne mutata in UniCusano Ternana – dal nome commerciale dell'Università degli Studi "Niccolò Cusano", università telematica fondata dallo stesso Bandecchi.

Logo storico con anno di fondazione in calce sulle maglie della Ternana dal 2005 al 2017.
Logo UniCusano Ternana usato nella stagione 2017-2018.
Logo storico con anno di fondazione nella versione in uso dal 2018.
La Viverna ricamata sul petto delle maglie.

#### Inno
Numerosi sono gli inni della Ternana. Tre sono stati scritti da Mogol, uno da Antonello Venditti e altri da gruppi musicali di Terni come i CambiaRitmo, gli Altoforno e i Deltaplani Ternani. Nell'anno in cui la Ternana è stata promossa in Serie A per la prima volta gli è stata legata una canzone di Nino Manfredi, Me pizzica me mozzica.
Ecco l'elenco degli inni:
- Ternitudine (Altoforno)
- Serie A andata (Altoforno)
- Serie A ritorno (Altoforno)
- Tifo per lei (Altoforno)
- Forza Fere (Altoforno)
- Correndo correndo (Antonello Venditti)
- Noi siamo la Ternana (CambiaRitmo) – Inno ufficiale
- Un grido al cielo (CambiaRitmo)
- Fere Ska (CambiaRitmo)
- Fere Rap (Deltaplani Ternani)
- Magica Ternana (Jalenti Gabassi)
- Vai Ternana (Mogol)
- Rossoverde (Mogol)
- Cuori rossoverdi (Maggiolini-Casini)
- Me pizzica me mozzica (Nino Manfredi)
- Dianda Carcuro (Andrea.G)
- Balada Fere (Andrea.G)
- Essere Fere (F. Tacconelli, K. Farinelli, E. Mosconi, F. Flamini)
- Ternana mia (Ul06)
- Le Fere fanno bum (F. Morettini, F. Leombruni)

## Strutture

### Stadio

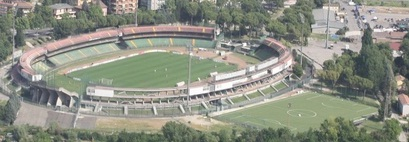
Panoramica aerea dello stadio Libero Liberati

Dalla fondazione (nel 1925) alla stagione 1968-1969 la Ternana ha disputato le proprie gare casalinghe allo stadio Viale Brin, ubicato all'interno del complesso delle Acciaierie di Terni. Tale impianto venne demolito nel 1969 e la sua area venne riadattata a parcheggio per gli operai delle acciaierie cittadine.
In sua sostituzione, l'ingegnere Leopoldo Baruchello progettò un nuovo impianto nel quartiere San Martino-Dalmazia: lo stadio Libero Liberati, che venne inaugurato nel 1969 e intitolato all'omonimo motociclista ternano, campione del mondo della Classe 500 nel 1957, morto nella sua città natale nel 1962.
Il Liberati, capace di un totale di 22.000 posti a sedere, possiede una struttura peculiare e insolita per uno stadio italiano: gli spalti sono molto distanti dal terreno di gioco (attorno al quale si snodava originariamente una pista di atletica leggera, poi rimossa) e hanno una forma ellittica. Le gradinate si suddividono in tre anelli sovrapposti, cui si aggiunge la tribuna stampa (ulteriormente soppalcata sul lato occidentale del terzo anello), mentre le "curve" erano originariamente ambedue prive di sezione centrale (quella sul lato nord fu aggiunta nel 1974). In ragione di ciò, l'impianto ternano è stato spesso paragonato agli stadi a "catino" tipici delle città sudamericane.

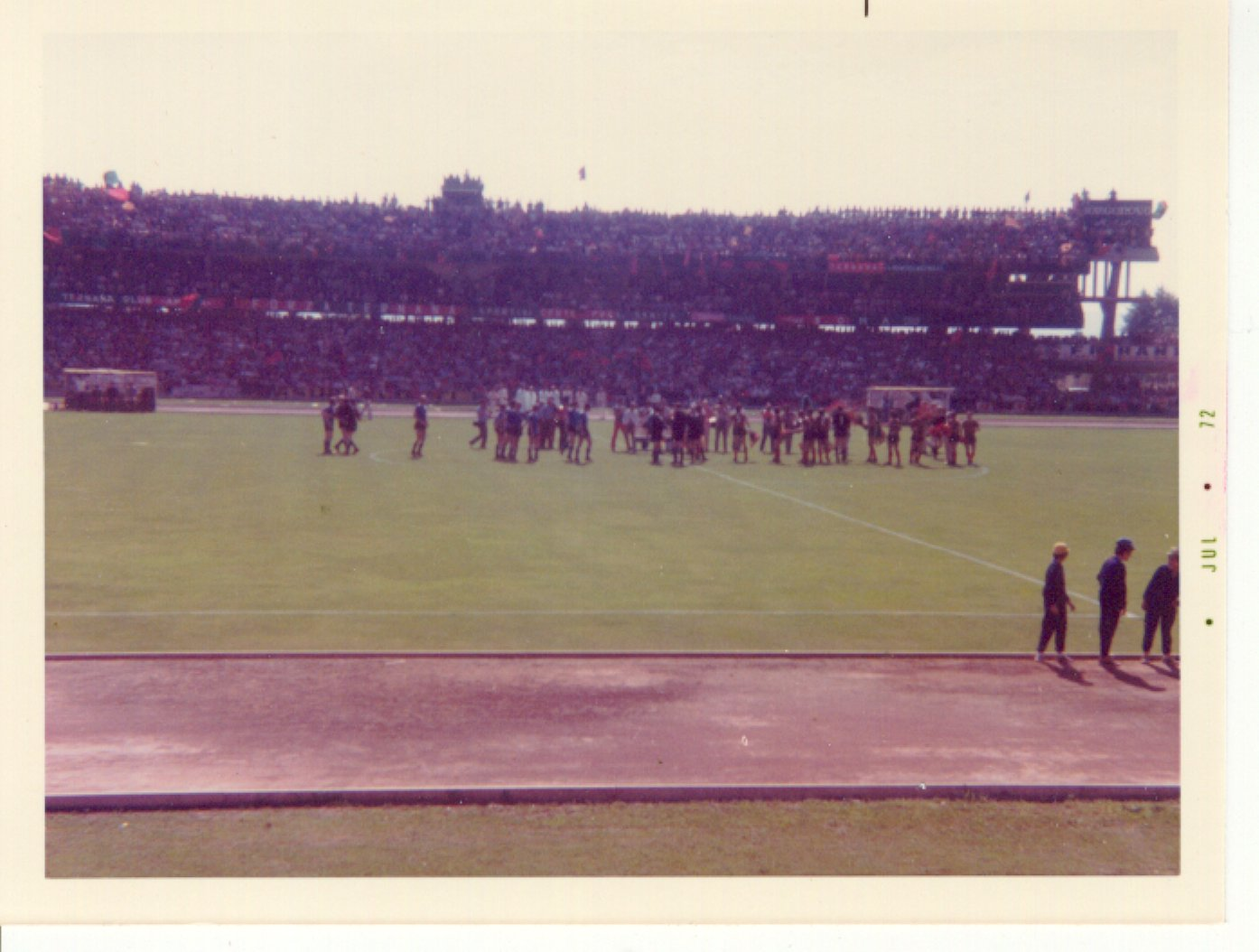
Le tribune del Liberati gremite il 18 giugno 1972, per lo storico approdo della Ternana in Serie A.

La Ternana e il Comune di Terni hanno stipulato nel corso degli anni varie convenzioni di utilizzo dell'impianto. L'ultima, siglata nel giugno 2012, ha comportato varie opere di restyling dell'impianto: rimozione dei ventri antisfondamento, sostituzione del manto erboso con un tappeto PowerGrass di ultima generazione (erba sintetica mista alla naturale), rifacimento dei servizi igienici, posa di pavimentazioni antiscivolo e potenziamento dell'illuminazione.

### Centro di allenamento
La Ternana si allena all'antistadio "Giorgio Taddei", in erba sintetica. La Primavera gioca al centro sportivo "Orlando Strinati", nella zona di Terni Est. Per ottimizzare al meglio i lavori di prima squadra e giovanili, a fine 2014 iniziano i lavori del nuovo centro sportivo - progettato dal Planning Studio Associato degli Architetti Gianluca Galeazzi e Fausto Natali, e Maurizio Mazzoli Architetto - sempre nell'area dello stadio in vicinanza di Ponte Allende: dotato di due campi regolamentari con rispettive gradinate, foresteria da 60 posti letto, nuova sede sociale, laboratorio medicina sportiva, magazzini e lavanderia, pista anulare per running e bike e due aree per parcheggi.

## Società
La Ternana Calcio è strutturata come una società per azioni, controllata dall'imprenditore farmaceutico Nicola Guida.

### Organigramma societario
Dal sito web ufficiale della società.
| Staff dell'area amministrativa - Stefano D'Alessandro - Presidente - Diego Foresti - Direttore generale - Giuseppe Mangiarano - Direttore operativo/gestionale - Fabio Liverani - Direttore sportivo - Mattia Stante - Team manager |

### Sponsor
| Cronologia degli sponsor tecnici - 1977-1978 adidas - 1978-1981 Ennerre - 1981-1984 adidas - 1984-1985 Ennerre - 1985-1986 Torello Sport - 1986-1989 Ennerre - 1989-1991 Umbro - 1991-1992 ABM - 1992-1993 Fashion Sport - 1993-1994 Urbani - 1994-2000 Ennedue - 2000-2005 Erreà - 2005-2017 Macron - 2017-2018 Zeus Sport - 2018-oggi Macron |

### Settore giovanile
Il settore giovanile rossoverde è formato da varie squadre maschili partecipanti ai campionati nazionali (Berretti, Under-17, Under-16, Under-15 e Under-14 oltre a una partecipante a livello regionale (Under-14); una rappresentativa di Esordienti e due di Pulcini.

## La Ternana nella cultura di massa
In ambito videoludico, la Ternana – con squadra e tifosi – è protagonista nell'introduzione del videogioco calcistico This Is Football (1999), interamente girata a Terni prima di un incontro della formazione rossoverde. In ambito cinematografico, sia la Ternana che Terni vengono più volte citate nel film Ultrà di Ricky Tognazzi (1991), con Claudio Amendola, Ricky Memphis e Gianmarco Tognazzi, mentre lo stadio Libero Liberati è stato utilizzato come location per alcune sequenze della pellicola L'arbitro di Luigi Filippo D'Amico (1974), con Lando Buzzanca.

### Sezione femminile
Nel 2020 la società ha costituito la propria sezione di calcio femminile, partendo dal campionato di Eccellenza e venendo successivamente ripescata a completamento organici nel campionato di Serie C 2020-2021.
In vista della stagione 2022-2023 la Ternana ha ufficialmente rilevato il titolo sportivo della Pink Sport Time di Bari per la partecipazione al campionato di Serie B. Una delle figure principali dello staff della squadra pugliese, Isabella Cardone, si è unita al club umbro in qualità di responsabile del settore femminile, mentre Lorenzo Vergani è stato nominato responsabile del vivaio femminile rossoverde. Infine Fabio Melillo è stato nominato come nuovo allenatore della squadra, restandovi per due stagioni e sfiorando la promozione in Serie A, fino alla sua improvvisa morte il 6 luglio 2024.

## Allenatori e presidenti
- 1925-1926 ...
- 1926-1928  Róbert Winkler
- 1928-1929  Gino Vandelli
- 1929-1930  Aurelio Lommi (1ª-5ª)
 Karl Harmer (5ª-28ª)
- 1930-1931  Amleto Cari
- 1931-1932  Róbert Winkler
- 1932-1933  Cesare Migliorini
- 1934-1936  Enrico Fancelli
- 1936-1937  Tommaso Freschi (1ª-2ª)
 Ferruccio Biagioli (3ª-14ª)
- 1937-1938  Béla Károly
- 1938-1939  Béla Károly (1ª-22ª)
 Ancillotto Ancillotti (23ª-26ª)
- 1939-1940  Guido Gianfardoni
- 1940-1941  Guido Gianfardoni (1ª-20ª)
 Eraldo Pangrazi (21ª-30ª)
- 1941-1942  Enrico Colombari
- 1942-1943  Gino Rossetti
- 1945-1946  Eraldo Pangrazi
- 1946-1947  Eugenio Tacács (1ª-13ª)
 Eraldo Pangrazi (14ª-34ª)
- 1947-1948  Eraldo Pangrazi (1ª-8ª)
 Luigi Milano (9ª-34ª)
- 1948-1949  Indro Cenci
- 1949-1950  Indro Cenci (1ª-15ª)
 Gino Colaussi (16ª-42ª)
- 1950-1951  Brenno Romboli (1ª-17ª)
 Eraldo Pangrazi (18ª-34ª)
- 1951-1952  Eraldo Pangrazi (1ª-15ª)
 Gino Vianello (16ª-25ª)
 Orlando Strinati (26ª-34ª)
- 1952-1954  Oreste Cioni
- 1954-1955  János Nehadoma
- 1955-1956  Orfeo Falcinelli (1ª-15ª)
 Franco Moretti (16ª-23ª)
 Orfeo Falcinelli (24ª-34ª)
 Franco Moretti (spareggi)
- 1956-1957  Franco Moretti
- 1957-1958  Carlo Visintin
- 1958-1959  Carlo Visintin (1ª-30ª)
 Leopoldo Riccini (31ª-34ª)
- 1959-1960  Tommaso Stefanini
- 1960-1961  Tommaso Stefanini (1ª-13ª)
 Oreste Cioni (14ª)
 Tommaso Stefanini (15ª)
 Oreste Cioni (16ª-20ª)
 Renato Piacentini (21ª)
 Oreste Cioni (22ª-34ª)
- 1961-1962  Alfonso Borra (1ª-6ª)
 Ivo Cittadini (7ª-8ª)
 Riccardo Carapellese (9ª-34ª)
- 1962-1963  Riccardo Carapellese (1ª-20ª)
 Giovanni Cesarini (21ª-34ª)
- 1963-1964  Riccardo Carapellese
- 1964-1965  Mario Caciagli
- 1965-1966  Mario Caciagli (1ª-25ª)
 Oreste Cioni (26ª-34ª)
- 1966-1967  Cesare Nay (1ª-11ª)
 Felice Borel (12ª-34ª)
- 1967-1969  Corrado Viciani
- 1969-1970  Umberto Pinardi (1ª-16ª)
 Dante Fortini (17ª)
 Serafino Montanari (18ª-38ª)
- 1970-1971  Luís Vinício
- 1971-1973  Corrado Viciani
- 1973-1975  Enzo Riccomini
- 1975-1976  Ezio Galbiati (1ª-8ª)
 Omero Andreani (9ª)
 Edmondo Fabbri (10ª-38ª)
- 1976-1977  Edmondo Fabbri (1ª-11ª)
 Cesare Maldini (12ª-24ª)
 Omero Andreani (25ª-38ª)
- 1977-1978  Rino Marchesi
- 1978-1979  Renzo Ulivieri
- 1979-1980  Pietro Santin (1ª-19ª)
 Omero Andreani (20ª-38ª)
- 1980-1981  Omero Andreani (1ª-9ª)
 Salvatore Antenucci (10ª-11ª)
 Gian Piero Ghio (12ª-34ª)
- 1981-1982  Corrado Viciani
- 1982-1983  Corrado Viciani (1ª-7ª)
 Romano Mattè (8ª-13ª)
 Corrado Viciani (14ª-34ª)
- 1983-1984  Giovanni Meregalli
- 1984-1985  Gaetano Salvemini
- 1985-1986  Lauro Toneatto (1ª-13ª)
 Alberto Mari (14ª-30ª)
 Giovanni Masiello (31ª-34ª)
- 1986-1987  Mario Facco
- 1987-1988  Mario Facco (1ª-6ª)
 Giovanni Masiello (7ª)
 Corrado Viciani (8ª-34ª)
- 1988-1990  Claudio Tobia
- 1990-1991  Claudio Tobia (1ª-8ª)
 Angelo Orazi (9ª-34ª)
- 1991-1992  Roberto Clagluna
- 1992-1993  Roberto Clagluna (1ª-8ª)
 Franco Liguori (9ª-19ª)
 Roberto Clagluna (20ª-38ª)
- 1993-1994  Claudio Tobia (1ª-17ª)
 Paolo Ammoniaci (18ª-34ª)
- 1994-1995  Paolo Ammoniaci (1ª-5ª)
 Leonardo Acori (6ª-17ª)
 Massimo Silva (18ª-34ª)
- 1995-1996  Massimo Silva (1ª-21ª)
 Luciano Spinosi (22ª-25ª)
 Danilo Pierini (26ª-34ª e play-off)
- 1996-1998  Luigi Delneri
- 1998-1999  Antonello Cuccureddu (1ª-10ª)
 Luigi Delneri (11ª-19ª)
 Vincenzo Guerini (20ª-38ª)
- 1999-2000  Vincenzo Guerini (1ª-21ª)
 Tarcisio Burgnich (22ª-38ª)
- 2000-2001  Andrea Agostinelli
- 2001-2002  Andrea Agostinelli (1ª-7ª)
 Claudio Tobia (8ª)
 Andrea Agostinelli (9ª-11ª)
 Claudio Tobia (12ª-18ª)
 Bruno Bolchi (19ª-38ª)
- 2002-2003  Mario Beretta
- 2003-2004  Mario Beretta (1ª-36ª)
 Bruno Bolchi (37ª-46ª)
- 2004-2005  Corrado Verdelli (1ª-2ª)
 Claudio Tobia (3ª)
 Giovanni Vavassori (4ª-5ª)
 Claudio Tobia (6ª-7ª)
 Fabio Brini (8ª-40ª)
 Claudio Tobia (41ª-42ª)
- 2005-2006  Antonio Sala (1ª-2ª)
 Fabio Brini (3ª)
 Antonio Sala (4ª-7ª)
 Fabio Brini (8ª-29ª)
 Domenico Caso (30ª-42ª)
- 2006-2007  Giancarlo Favarin (1ª-9ª)
 Maurizio Raggi (10ª-20ª)
 Massimo D'Urso (21ª)
 Maurizio Raggi (22ª-25ª)
 Massimo D'Urso (26ª)
 Raimondo Marino (27ª-34ª)
- 2007-2008  Francesco Giorgini
- 2008-2009  Francesco Giorgini (1ª-10ª)
 Gabriele Baldassarri (11ª-34ª)
- 2009-2010  Gabriele Baldassarri (1ª-17ª)
 Manuele Domenicali (18ª-25ª)
 Francesco Giorgini (26ª-34ª)
- 2010-2011  Renzo Gobbo (1ª-8ª)
 Fernando Orsi (9ª-22ª)
 Bruno Giordano (23ª-34ª e play-out)
- 2011-2013  Domenico Toscano
- 2013-2014  Domenico Toscano (1ª-21ª)
 Attilio Tesser (22ª-42ª)
- 2014-2015  Attilio Tesser
- 2015-2016  Domenico Toscano (1ª-4ª)
 Stefano Avincola (5ª)
 Roberto Breda (6ª-42ª)
- 2016-2017  Christian Panucci (lug.-ago.)
 Sebastiano Siviglia (ago.)
 Benito Carbone (1ª-22ª)
 Carmine Gautieri (23ª-29ª)
 Fabio Liverani (30ª-42ª)
- 2017-2018  Sandro Pochesci (1ª-23ª)
 Ferruccio Mariani (24ª-26ª)
 Luigi De Canio (27ª-42ª)
- 2018-2019  Luigi De Canio (1ª-21ª)
 Alessandro Calori (22ª-26ª)
 Fabio Gallo (27ª-38ª)
- 2019-2020  Fabio Gallo
- 2020-2022  Cristiano Lucarelli
- 2022-2023  Cristiano Lucarelli (1ª-14ª)
 Aurelio Andreazzoli (15ª-26ª)
 Cristiano Lucarelli (27ª-38ª)
- 2023-2024  Cristiano Lucarelli (1ª-12ª)
 Roberto Breda (13ª-38ª e play-out)
- 2024-2025  Ignazio Abate (1ª-34ª)
 Fabio Liverani (35ª-38ª e play-off)

- 1925-1926  Gherado Gazzoli
- 1926-1934 ...
- 1934-1939  Luigi Bixio
- 1939-1942  Aldo Bianciardi
- 1942-1946 ...
- 1946-1950  Fernando Lucioli
- 1950-1955  Luigi Michiorri
- 1955-1957 ...
- 1957-1959  Corrado De Sio
- 1959-1961  Renato Alpini
- 1961-1964  Renzo Nicolini
- 1964-1968  Fernando Creonti
- 1968-1971  Giovanni Manini
- 1971-1975  Giorgio Taddei
- 1975-1979  Gianfranco Tiberi
- 1979-1982  Adriano Garofoli
- 1982-1983  Massimo Giubilei
- 1983-1986  Giorgio Taddei
- 1986-1988  Domenico Migliucci
- 1988-1991  Gaspare Gambino
- 1991-1993  Rinaldo Gelfusa
- 1993-1994  Franco Allegretti
- 1994-1996  Franco Fedeli
- 1996-1998  Alberto Gianni
- 1998-2005  Luigi Agarini
- 2005-2006  Luca Ferramosca
- 2006-2010  Stefano Dominicis[46]
- 2010-2011  Angelo Deodati
- 2011-2015  Francesco Zadotti
- 2015  Giuseppe Matteo Masoni
- 2015-2017  Simone Longarini
- 2017-2019  Stefano Ranucci
- 2019-2023  Stefano Bandecchi
- 2023-2024  Nicola Guida
- 2024-  Stefano D'Alessandro

## Palmarès

### Competizioni nazionali
- Campionato italiano di Serie B: 1

1971-1972
- Supercoppa di Serie C: 1

2021
- Seconda Divisione Sud: 1

1926-1927 (campione del DDIS)
- Campionato italiano Serie C: 4

1940-1941 (girone G); 1942-1943 (girone I); 1967-1968 (girone C); 2020-2021 (girone C)
- Campionato italiano Serie C1: 1

1991-1992 (girone B)
- Lega Pro Prima Divisione: 1

2011-2012 (girone A)
- Campionato italiano Serie C2: 1

1996-1997 (girone B)
- Campionato italiano Serie D: 1

1963-1964 (girone D)
- Coppa dell'Italia Centrale: 1

1937-1938
- Seconda Divisione: 2

1925-1926 (girone Umbria); 1934-1935 (girone Umbria)

### Competizioni regionali
- Campionato di Promozione Umbria: 1

1953-1954

### Competizioni giovanili
- Campionato Nazionale Under-17: 1

2024-2025 (Serie C)

### Onorificenze
- Stella d'argento al merito sportivo: 1998

## Statistiche e record

### Partecipazione ai campionati
| Livello | Categoria                           | Partecipazioni | Debutto   | Ultima stagione | Totale |
| ------- | ----------------------------------- | -------------- | --------- | --------------- | ------ |
| 1º      | Serie A                             | 2              | 1972-1973 | 1974-1975       | 2      |
| 2º      | Prima Divisione                     | 1              | 1927-1928 | 1927-1928       | 31     |
| 2º      | Serie B                             | 30             | 1946-1947 | 2023-2024       | 31     |
| 3º      | Seconda Divisione                   | 1              | 1926-1927 | 1926-1927       | 39     |
| 3º      | Campionato Meridionale              | 1              | 1928-1929 | 1928-1929       | 39     |
| 3º      | Prima Divisione                     | 5              | 1929-1930 | 1933-1934       | 39     |
| 3º      | Serie C                             | 16             | 1938-1939 | 2024-2025       | 39     |
| 3º      | Serie C1                            | 12             | 1980-1981 | 2007-2008       | 39     |
| 3º      | Lega Pro Prima Divisione            | 4              | 2008-2009 | 2011-2012       | 39     |
| 4º      | Promozione                          | 2              | 1950-1951 | 1951-1952       | 17     |
| 4º      | IV Serie                            | 3              | 1954-1955 | 1956-1957       | 17     |
| 4º      | Campionato Interregionale - 2ª Cat. | 1              | 1957-1958 | 1957-1958       | 17     |
| 4º      | Campionato Interregionale           | 1              | 1958-1959 | 1958-1959       | 17     |
| 4º      | Serie D                             | 5              | 1959-1960 | 1963-1964       | 17     |
| 4º      | Serie C2                            | 5              | 1986-1987 | 1996-1997       | 17     |
| 5º      | Campionato Nazionale Dilettanti     | 2              | 1993-1994 | 1994-1995       | 2      |

#### Campionati regionali
- Promozione Umbria, odierna Eccellenza Umbria: 2
  - 1952-1953 e 1953-1954

### Statistiche di squadra
- Durante le stagioni 1996-97 e 1997-98 lo Stadio Libero Liberati rimase imbattuto per 47 partite consecutive, venendo la Ternana sconfitta dalla Vis Pesaro per 0-1 il 28 aprile 1996, e dal Lecce il 29 novembre 1998. Negli stessi anni, rimase imbattuta tra la sconfitta di Macerata per 3-2, il 16 marzo 1997, e quella di Catania contro l'Atletico il 3 maggio 1998.
- La Ternana è la squadra umbra che partecipa ininterrottamente da più anni ai campionati professionistici; l'ultimo torneo disputato dai rossoverdi nei dilettanti risale alla stagione 1994-95.
- È il club umbro che annovera più partecipazioni alla Coppa Italia Serie C (già Semiprofessionisti), con 21 edizioni giocate.
- La Ternana risulta 53ª nella graduatoria della tradizione sportiva dei 65 club che hanno giocato nella massima serie e 22ª nella tradizione sportiva dei 140 club che hanno giocato in Serie B.

### Statistiche individuali
Le seguenti top ten si riferiscono a tutte le partite giocate dai singoli, con la maglia della Ternana, in tutte le competizioni ufficiali. Fra parentesi gli anni di militanza con la squadra. In grassetto i giocatori ancora in attività con la maglia del club rossoverde.
Dati aggiornati al 9 gennaio 2024.
| Record di presenze - 312 Gabriele Ratti (1977-1992) - 270 Romano Marinai (1965-1973) - 249 Sergio Bonassin (1961-1969) - 247 Orlando Strinati (1937-1952) - 237 César Falletti (2013-2017, 2020-2024) - 235 Angelino Rosa (1969-1977) - 234 Primo Germano (1963-1970) - 229 Franco Nicolini (1962-1970) - 227 Mariano Pazzi (1945-1957) - 222 Loris Bravetti (1947-1961) | Record di reti - 125 Giuseppe Ostromann (1938-1949) - 79 Massimo Borgobello (1997-2004) - 49 César Falletti (2013-2017, 2020-2024) - 48 Antonio Cardillo (1965-1973) - 47 Mario Frick (2002-2006) - 46 Romano Tozzi Borsoi (2006-2011) - 42 Anthony Partipilo (2019-2023) - 39 Oreste Cioni (1932-1953) - 38 Sergio Tonini (1962-1965) - 38 Ferrero Tossio (1946-1949) |

## Tifoseria

La tifoseria gremisce la Curva Est del Liberati nel 1992.

### Gemellaggi e rivalità
La Curva Est intrattiene buoni rapporti con alcune curve, sia italiane sia straniere: gemellaggi sussistono con gli ultras di Atalanta, Sampdoria, Casertana, St. Pauli e Wacker Innsbruck. Ottimi sono i rapporti anche con gli ultras di Celtic, Livorno, Standard Liegi, Venezia, Fano, Virtus Verona e N.E.C..
Sia per il blasone delle squadre sia per il numero d'incontri, la più importante sfida regionale è quella col Perugia, così sentita da essere definita il derby dell'Umbria per antonomasia. Tale rivalità, continuamente accompagnata da incidenti (anche con le forze dell'ordine), va ben oltre la semplice connotazione calcistica, allargandosi alla contesa per l'egemonia della regione, animata dalle diversità storico-culturali (Umbri ed Etruschi), economiche (industrie siderurgiche e chimiche, dolciarie e alimentari) e molto altro ancora.
(Sfottò della tifoseria ternana verso quella perugina, nell'ambito del derby dell'Umbria)

## Organico

### Rosa 2025-2026
Rosa aggiornata al 12 luglio 2025.
| N. |                      | Ruolo | Calciatore               |
| -- | -------------------- | ----- | ------------------------ |
| 1  | Italia (bandiera)    | P     | Tommaso Vitali           |
| 2  | Italia (bandiera)    | D     | Nicolò Fazzi             |
| 3  | Italia (bandiera)    | D     | Fabio Tito               |
| 4  | Italia (bandiera)    | C     | Andrea Vallocchia        |
| 6  | Italia (bandiera)    | D     | Giuseppe Loiacono        |
| 9  | Argentina (bandiera) | A     | Alexis Ferrante          |
| 11 | Italia (bandiera)    | A     | Gabriele Capanni         |
| 13 | Italia (bandiera)    | D     | Alessio Maestrelli       |
| 19 | Italia (bandiera)    | D     | Marco Capuano (capitano) |
| 20 | Italia (bandiera)    | D     | Francesco Donati         |
| 21 | Italia (bandiera)    | A     | Alessio Curcio           |
| 22 | Italia (bandiera)    | P     | Denis Franchi            |

| N. |                   | Ruolo | Calciatore         |
| -- | ----------------- | ----- | ------------------ |
| 27 | Italia (bandiera) | A     | Ottavio Garau      |
| 30 | Italia (bandiera) | C     | Samuele Damiani    |
| 31 | Italia (bandiera) | A     | Pietro Rovaglia    |
| 33 | Italia (bandiera) | P     | Alessandro Morlupo |
| 44 | Italia (bandiera) | A     | Enrico Brignola    |
| 57 | Italia (bandiera) | D     | Giulio Biondini    |
| 70 | Italia (bandiera) | C     | Federico Romeo     |
| 77 | Italia (bandiera) | C     | Federico Viviani   |
| 87 | Italia (bandiera) | D     | Bruno Martella     |
| 99 | Italia (bandiera) | A     | Alfredo Donnarumma |
|    | Italia (bandiera) | A     | Vittorio Satalino  |
|    | Italia (bandiera) | C     | Marco Longoni      |

### Staff tecnico
Dal sito web ufficiale della società.
| Staff dell'area tecnica - Fabio Liverani - Allenatore - Claudio Bellucci - Vice Allenatore - Adalberto Grigioni - Allenatore Portieri |